# La casa con la scala nel buio
La casa con la scala nel buio è un film italiano del 1983, diretto da Lamberto Bava.

## Trama
Nell'incipit, tre ragazzini vanno a giocare in una casa abbandonata. Due di loro spingono il terzo a scendere in una cantina buia per recuperare una palla da tennis appositamente lanciata: il ragazzino ha molta paura, ma pur di non farsi chiamare "femminuccia" dai suoi amici va. Ad un certo punto, il bambino emette un grido terribile: la palla viene lanciata indietro, ma è sporca di sangue. La scena cambia: siamo in un'enorme villa in cui il proprietario di casa sta chiacchierando con Bruno, il nuovo affittuario. Bruno è un compositore e musicista e sta lavorando alle musiche di un film horror: proprio il lavoro lo spinge a trasferirsi per un mese in questa abitazione, dove avrà il suo giardiniere come vicino di casa.
Poco dopo, Bruno si reca da Sandra, la regista con cui sta lavorando. Sandra non vuole rivelargli il finale del film, ma in compenso gli fa guardare nuovamente una scena già vista molte volte: si tratta proprio della sequenza dei bambini nella cantina, vista all'inizio del film. Sandra gli parla di come da piccola fosse terrorizzata dal buio e della sua filosofia secondo cui è nel buio che si nasconde la morte e tutte le insidie della vita, per poi rivelargli che ha scelto lui come compositore proprio perché poco avvezzo al cinema e per questo a suo parere più spontaneo nel trasferire le proprie sensazioni e quelle del film nella musica. Sandra afferma infine di avere scelto di farlo alloggiare in quella casa proprio perché troppo spaziosa, e per questo un luogo perfetto per provare paura.
Tornato a casa, Bruno inizia a suonare ma mentre lo fa sente delle strane voci che mormorano qualcosa. Allora l'uomo decide di esplorare la casa e si imbatte in Katia, una ragazza che abita nella casa di fronte alla villa e che si era recata lì pensando di trovarvi Linda, la vecchia affittuaria. Tanto spigliata quanto bella, la ragazza scompare misteriosamente dopo essere andata in bagno: nel frattempo Bruno ha modo di notare altre stranezze in giro per casa, tra cui degli squarci che una donna ha appena inciso su un'immagine pornografica e un diario di Katia che la ragazza ha lasciato lì. Bruno cerca di non pensarci e ricomincia a suonare e comporre musiche per il film: proprio mentre lo fa la ragazza viene uccisa selvaggiamente da qualcuno armato di un taglierino. Poco dopo Bruno, che ancora non si dà pace dopo la sparizione della ragazza, si imbatte nel giardiniere mentre trasporta un pesante sacco nero.
All'improvviso, la fidanzata di Bruno, Giulia, attrice, si presenta a casa per fargli una sorpresa. L'uomo le racconta cosa sta succedendo, e le mostra il diario di Katia su cui la ragazza ha scritto di essere venuta a conoscenza di un segreto sconvolgente su Linda. Bruno le legge inoltre la trascrizione di alcune frasi che ha trovato impresse nelle registrazioni fatte alcune ore prima, in cui si parlava appunto di un segreto di cui nessuno doveva venire a conoscenza. Giulia è più in preda alla gelosia che alla preoccupazione, e così ritorna presto a Napoli, dove sta recitando in uno spettacolo teatrale. Nel frattempo si presenta a casa un'altra dirimpettaia, Angela, che a sua volta cerca Katia, sua amica e coinquilina. Bruno riceve una telefonata da Sandra ed è costretto ad andare via; Angela rimane dunque lì, fa un bagno in piscina e trova un taglierino sul fondale. Lei non lo sa, ma quel taglierino è proprio l'arma con cui Katia è stata uccisa. Poco dopo, una donna aggredisce Angela in bagno, la uccide e cerca di pulire al meglio la scena del crimine. Il giardiniere, che prima stava spiando Angela mentre si spogliava, non si accorge di nulla.
Nel frattempo, Bruno attende invano Sandra mentre guarda e riguarda sempre la solita scena. Alla fine le lascia un biglietto in cui le chiede di andarlo a trovare a casa. Una volta alla sua abitazione, Bruno intuisce che qualcosa di strano è successo: inizia dunque ad esplorare tutto, ma non trova prove di alcun crimine. Dopo un po' Sandra arriva a casa: Bruno le racconta cosa sta succedendo, ed insieme vanno ad esplorare la cantina, che fino a pochi minuti prima era chiusa a chiave. Qui i due scoprono una scatola piena di palle da tennis: a questo punto Sandra capisce che la Linda che viveva in quella casa è una persona che lei stessa conosceva e che era ossessionata proprio dalle palline da tennis, a tal punto da aver ispirato il suo film. Improvvisamente, i due sentono dei passi provenire dal piano di sopra: si tratta ancora di una donna, la quale prende un coltello e inizia a guardarsi intorno.
I due intuiscono che qualcosa non va, e così risalgono cercando di non farsi sentire. Nel frattempo, la misteriosa donna armata si nasconde dietro una tenda. Il tutto si rivela però un equivoco: la donna è semplicemente Giulia, ritornata perché alla fine si era spaventata per via dei racconti del suo fidanzato e perché il suo spettacolo teatrale è stato sospeso. I due fidanzati trascorrono una notte piacevole insieme, ma il giorno dopo Giulia è scomparsa nel nulla. Nel frattempo, Sandra telefona alla sua amica Linda: le confessa di aver usato la sua storia per il film, ma le assicura di non aver detto a nessuno del suo segreto. Bruno continua a cercare Giulia: il giardiniere gli rivela di averla vista in giro di notte per più notti di seguito, e di essere dunque convinto che la ragazza soffra di insonnia. Nel frattempo, Giulia sta ascoltando la loro conversazione: dopo un po' si farà trovare da Bruno mentre ascolta musica; i due hanno un diverbio. A questo punto Bruno affronta il giardiniere, cercando di capire cosa sa. Non fidandosi del racconto di Giulia, Bruno telefona alla produzione e scopre che Giulia gli ha raccontato un sacco di bugie: lo spettacolo non è stato annullato, è lei che è andata via senza nemmeno avvisare.
Bruno si reca dunque allo studio di Sandra, intenzionato a visionare il finale del film: il nastro che includeva tale sequenza è stato tuttavia distrutto. Un tecnico decide ciononostante di ricostruire il nastro per mostrare il finale a Bruno: l'uomo scopre dunque che in tale scena si ripeteva la vicenda della cantina, ma che questa volta veniva coinvolta anche una donna. Nel frattempo, il giardiniere Giovanni scopre i cadaveri delle due ragazze mentre lavora: terrorizzato, si imbatte anche lui nell'assassina, che lo uccide. Subito dopo, anche Sandra arriva sul posto, trovando la morte per mano di una donna che la strangola con una cinta per poi trascinarla in tondo divertita. Mentre Bruno sta tornando a casa, Giulia trova il cadavere di Sandra in un garage: rimasta intrappolata lì dentro, l'attrice si imbatte in una donna armata di coltello che ride in maniera minacciosa. Mentre Giulia va in giro per la casa, numerose palle da tennis le piovono addosso: proprio in quel momento ha modo di vedere per la prima volta la donna che infesta la casa, da cui fugge. La donna tuttavia la segue, e cerca di accoltellarla mentre ripete le battute del film di Sandra.
Bruno arriva proprio in questo momento: Giulia cerca di raggiungerlo, ma inciampa sulle palle da tennis e viene dunque uccisa. Si scopre dunque che la persona che stava mietendo vittime in quella casa era in realtà Tony, il proprietario di casa, segretamente transgender. Tony era dunque solito travestirsi da donna e farsi chiamare Linda, tuttavia la sua incapacità di accettare la sua transessualità ed un trauma subito da ragazzino lo avevano fatto impazzire, spingendolo ad uccidere le ragazze con cui aveva a che fare. Bruno ha una colluttazione con lui e finisce per ucciderlo.

## Distribuzione
Il film venne distribuito nelle sale cinematografiche italiane il 6 agosto del 1983, con il divieto alla visione ai minori di 14 anni.
Venne distribuito anche negli Stati Uniti dal 7 marzo del 1986 con il titolo A Blade in the Dark.
In Francia la pellicola arrivò nelle sale il 23 dicembre del 1987 con il titolo La Maison de la terreur, col divieto alla visione ai minori di 16 anni.
Negli anni 2000, il film è stato distribuito in tutto il mondo anche per il mercato home video, in formato DVD. Nel 2015 l'opera è stata distribuita anche in formato Blu-ray.

## Accoglienza
La casa con la scala nel buio ebbe molto successo in rapporto ai suoi bassi costi di produzione (fu realizzata con un budget limitato): incassò infatti oltre 800.000.000 di lire dell'epoca.

## Curiosità
Inizialmente La casa con la scala nel buio avrebbe dovuto essere una miniserie televisiva composta da sei mini-episodi da 25 minuti l'uno, che avrebbe dovuto essere trasmessa dalla Rai; tuttavia, i dirigenti della stessa, giudicarono i contenuti della miniserie troppo violenti per essere messa in onda in televisione; il regista decise così di destinare la miniserie TV al circuito cinematografico, unendo i sei mini-episodi in un unico film.
La villa in cui il film è ambientato, sita in Via Cassia, 75 nel quartiere Parioli di Roma, era quella di proprietà del produttore cinematografico Luciano Martino, amico di Bava e socio del co-produttore del film Mino Loy, che vedendo la difficoltà del regista di reperirne una (Bava infatti voleva che il suo film fosse ambientato in un'abitazione reale invece che in una ricostruita in uno studio per poter risparmiare sul budget esiguo) mise a disposizione la propria, costruita da poco e che aveva appena acquistato e dunque non ancora arredata.
L'attrice Lara Naszinski è la nipote di Klaus Kinski e cugina di Nastassja Kinski.